# Гадкий утёнок (мультфильм, 1939)
Гадкий утёнок (англ. The Ugly Duckling) — короткометражный мультфильм из серии Silly Symphonies, выпущенный 7 апреля 1939 года «Walt Disney Studios». Основан на одноимённой сказке Ханса Кристиана Андерсена.
Ранее, в 1931 году, студия Диснея уже экранизировала сказку. Однако эта экранизация была чёрно-белой, а вместо утки там присутствовала курица.

## Сюжет
Отец-селезень ожидает, когда мама-утка снесёт яйца. Вскоре она уже начинает сносить четыре яйца, и все они сразу начинают вылупляться. Но впоследствии у мамы-утки появляется пятое яйцо, и из него вылупляется не похожий на остальных утят птенец. Из-за пятого птенца отец-селезень и мама-утка ссорятся, и мать забирает с собой детей к пруду. Вскоре мама-утка отказывается от гадкого утёнка. Потом утёнок устраивается к чужому гнезду, но там тоже не получается. Вскоре в пруду утёнок видит игрушечную утку, и от игрушки получает удар по голове. Убежав подальше, утёнок начинает плакать, а неподалеку плывет лебедь с птенцами, и слышит плач. Лебедь, увидев плачущего утёнка, берет его к себе в семью. Когда мать-утка увидела утёнка, начала звать его к себе, а тот не обращает внимание и плывёт дальше с семьей лебедей.